# Circinotrichum ponmudiense
Circinotrichum ponmudiense är en svampart som beskrevs av Varghese & V.G. Rao 1978. Circinotrichum ponmudiense ingår i släktet Circinotrichum, divisionen sporsäcksvampar och riket svampar.   Inga underarter finns listade i Catalogue of Life.